# Єрофєєв Олег Олександрович
Єрофєєв Олег Олександрович (10 липня 1940, Петропавловськ-Камчатський — 24 грудня 2022, Москва) — радянський і російський воєначальник, адмірал (1992). Командувач Північного флоту (1992—1999).